# Hoa hậu Thế giới 1995

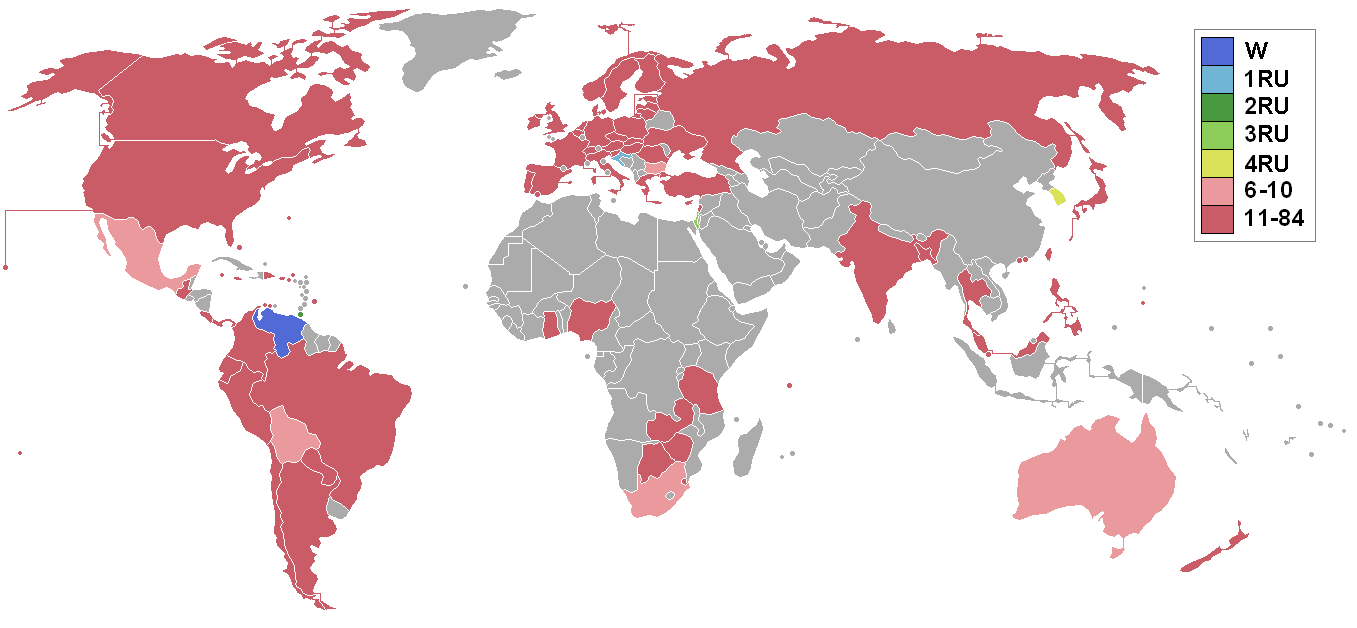
Các quốc gia và vùng lãnh thổ tham dự cuộc thi và kết quả

Hoa hậu Thế giới 1995 là cuộc thi Hoa hậu Thế giới lần thứ 45 được tổ chức tại Thành phố Mặt trời, Nam Phi ngày 18 tháng 11 năm 1995. Có 84 thí sinh tham dự cuộc thi lần này. Ngoài Thành phố Mặt trời; Dubai, Các tiểu vương quốc Ả Rập thống nhất và Quần đảo Comoros cũng là nơi các thí sinh tham dự phần thi sơ khảo.

## Kết quả

### Thứ hạng
| Kết quả               | Thí sinh |
| --------------------- | --- |
| Hoa hậu Thế giới 1995 | - Venezuela – Jacqueline Aguilera Marcano                                                                                                   |
| Á hậu 1               | - Croatia – Anica Martinović |
| Á hậu 2               | - Trinidad và Tobago – Michelle Khan |
| Top 5                 | - Israel – Miri Bohadana - Hàn Quốc – Choi Yoon-young                                                                                       |
| Top 10                | - Úc – Melissa Porter - Bolivia – Carla Morón - Bulgaria – Evgenia Kalkandzhieva - Mexico – Alejandra Quintero - Nam Phi – Bernelee Daniell |

### Các giải thưởng đặc biệt
| Giải thưởng                 | Thí sinh                                  |
| --------------------------- | ----------------------------------------- |
| Trang phục dân tộc đẹp nhất | - Croatia – Anica Martinović              |
| Hoa hậu Cá tính             | - Nigeria – Toyin Raji                    |
| Hoa hậu Ảnh                 | - Venezuela – Jacqueline Aguilera Marcano |

### Các nữ hoàng sắc đẹp khu vực
| Châu lục                | Thí sinh                                  |
| ----------------------- | ----------------------------------------- |
| Châu Phi                | - Nam Phi – Bernelee Daniell              |
| Châu Mỹ                 | - Venezuela – Jacqueline Aguilera Marcano |
| Châu Á & Châu Đại dương | - Hàn Quốc – Choi Yoon-young              |
| Vùng Caribê             | - Trinidad và Tobago – Michelle Khan      |
| Châu Âu                 | - Croatia – Anica Martinović              |

## Các thí sinh
| - Quần đảo Virgin (Mỹ) - Roshini Nibbs - Argentina - María Lorena Jensen - Aruba - Tessa Pieterz - Úc - Melissa Porter - Áo - Elizabeth Unfried - Bahamas - Loleta Marie Smith - Bangladesh - Yasmin Bilkis Sathi - Barbados - Rashi Holder - Bỉ - Veronique De Kock - Bermuda - Renita Minors - Bolivia - Carla Patricia Moron Peña - Botswana - Monica Somolekae - Brazil - Elessandra Cristina Dantora - Quần đảo Virgin (Anh) - Chandi Trott - Bulgaria - Evgenia Kalkandjieva - Canada - Alissa Lehinki - Quần đảo Cayman - Tasha Ebanks - Chile - Tonka Tomicic Petric - Trung Hoa Dân Quốc - Hứa Thuần Thuần - Colombia - Diana Maria Figueroa Castellanos - Costa Rica - Shasling Navarro Aguilar - Croatia - Anica Martinović - Curaçao - Danique Regales - Síp - Isabella Giorgallou - Cộng hòa Séc - Katerina Kasalova - Đan Mạch - Tine Knudsen - Cộng hòa Dominica - Patricia Bayonet Robles - Ecuador - Ana Fabiola Trujillo Parker - Estonia - Mari-Lin Poom - Phần Lan - Terhi Koivisto - Pháp - Helene Lantoine - Đức - Isabell Brauer - Ghana - Manuela Medie - Gibraltar - Monique Chiara - Hy Lạp - Maria Boziki - Guam - Joylyn Muñoz - Guatemala - Sara Elizabeth Sandoval Villatoro - Hà Lan - Didi Schackmann - Hồng Kông - Châu Uyển Nghi - Hungary - Ildiko Veinbergen - Ấn Độ - Preeti Mankotia - Ireland - Joanne Black - Israel - Miri Bohadana | - Ý - Rosanna Santoli - Jamaica - Imani Duncan - Nhật Bản - Mari Kubo - Hàn Quốc - Choi Yoon-young - Latvia - Ieva Melina - Liban - Julia Syriani - Litva - Gabriele Bartkuite - Ma Cao - Geraldina Madeira da Silva Pedruco - Malaysia - Trincy Low Ee Bing - México - Alejandra Quintero Velasco - New Zealand - Sarah Brady - Nigeria - Toyin Enitan Raji - Na Uy - Inger Lise Ebeltoft - Panama - Marisela Moreno Montero - Paraguay - Patricia Serafini Geoghegan - Peru - Paola Dellepiane Gianotti - Philippines - Reham Snow Tago - Ba Lan - Ewa Tylecka - Bồ Đào Nha - Suzana Leitao Robalo - Puerto Rico - Swanni Quiñones Laracuerte - România - Dana Delia Pintilie - Nga - Elena Bazina - Seychelles - Shirley Low-Meng - Singapore - Jacqueline Chew - Slovakia - Zuzana Spatinova - Slovenia - Teja Boškin - Nam Phi - Bernelee Daniell - Tây Ban Nha - Candelaria Rodríguez Pacheco - Swaziland - Mandy Saulus - Thụy Điển - Jeanette Mona Hassel - Thụy Sĩ - Stephanie Berger - Tahiti - Timeri Baudry - Tanzania - Emily Adolf Fred - Thái Lan - Yasumin Leaudmornwattana - Trinidad & Tobago - Michelle Khan - Thổ Nhĩ Kỳ - Demet Sener - Ukraina - Nataliya Shvachiy - Vương quốc Anh - Shauna Marie Gunn - Hoa Kỳ - Jill Ankuda - Venezuela - Jacqueline Maria Aguilera Marcano - Zambia - Miryana Bujisic - Zimbabwe - Dionne Best |

## Các địa điểm tổ chức thi sơ khảo
| Dubai, Các tiểu vương quốc Ả Rập thống nhất - Áo - Bangladesh - Bỉ - Síp - Phần Lan - Đức - Ghana - Hy Lạp - Hà Lan - Hồng Kông - Hungary - Ấn Độ - Ireland - Ý - Liban - Litva - Malaysia - Na Uy - Philippines - Ba Lan - Singapore - Nam Phi - Thụy Điển - Thụy Sĩ - Thái Lan - Thổ Nhĩ Kỳ - Vương quốc Anh | Quần đảo Comoros - Quần đảo Virgin thuộc Mỹ - Úc - Quần đảo Virgin thuộc Anh - Bulgaria - Canada - Croatia - Cộng hoà Séc - Gibraltar - Guatemala - Jamaica - Ma Cao - New Zealand - Nigeria - Panama - Bồ Đào Nha - Puerto Rico - Romania - Nga - Seychelles - Tây Ban Nha - Swaziland - Đài Loan - Tanzania - Trinidad & Tobago - Ukraine - Hoa Kỳ | Thành phố Mặt trời, Nam Phi - Argentina - Aruba - Bahamas - Barbados - Bermuda - Botswana - Brazil - Quần đảo Cayman - Chile - Colombia - Costa Rica - Curacao - Đan Mạch - Cộng hoà Dominican - Ecuador - Estonia - Pháp - Guam - Israel - Nhật Bản - Hàn Quốc - Latvia - Mexico - Paraguay - Peru - Slovakia - Slovenia - Tahiti - Venezuela - Zambia - Zimbabwe |